# Castillo de Santameri
El castillo de Santameri (en griego: Σανταμέρι) es un castillo en la montaña de Skollis cerca del límite de Acaya y Élide en el suroeste de Grecia. Era uno de los castillos más fuertes, controlando los campos Eleos y los pasos de montaña a Tritea.
Fue construido en 1311 por el franco Nicolás de Saint-Omer, quien dio su nombre al castillo. En los registros venecianos figuraba como Edrolcamo (en griego: Εντρόλκαμο). Saint-Omer era señor de Tebas.
Alrededor del castillo se desarrolló una gran ciudad, que tenía 1500 casas en su apogeo. Los bizantinos habían intentado muchas veces sitiar el castillo sin conseguirlo. Según la versión aragonesa de la Crónica de Morea, los bizantinos perdieron mil quinientos hombres y quinientos caballos en una gran batalla entre bizantinos y navarros, que gobernaban el castillo en ese momento.
Fue entregada como dote al déspota de Morea Constantino Paleólogo en 1429 junto con el castillo de Chlemoutsi, cuando se casó con Teodora Tocco, hija de Leonardo II Tocco. Teodora murió al año siguiente durante el parto y fue enterrada en Santameri. Después de muchos años, sus restos fueron trasladados a Mistrá. Los otomanos capturaron el castillo en 1460 y muchos de sus habitantes fueron asesinados o vendidos como esclavos.
Hoy en día, permanecen los muros del castillo y las ruinas de muchos edificios y una iglesia bizantina. Fuera del castillo se encuentra la localidad de Patrini donde se encontraba la tumba de Teodora Tocco.